# Foso

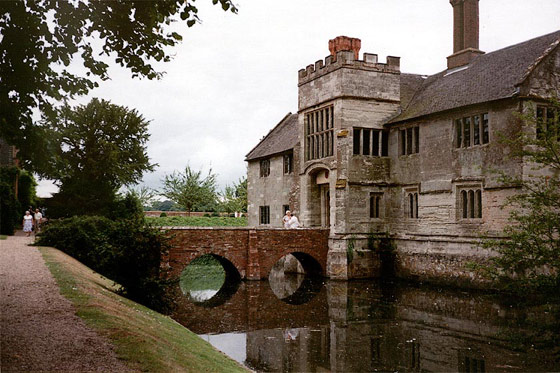
Foso de la casa señorial de Baddesley Clinton en Warwickshire, Inglaterra.

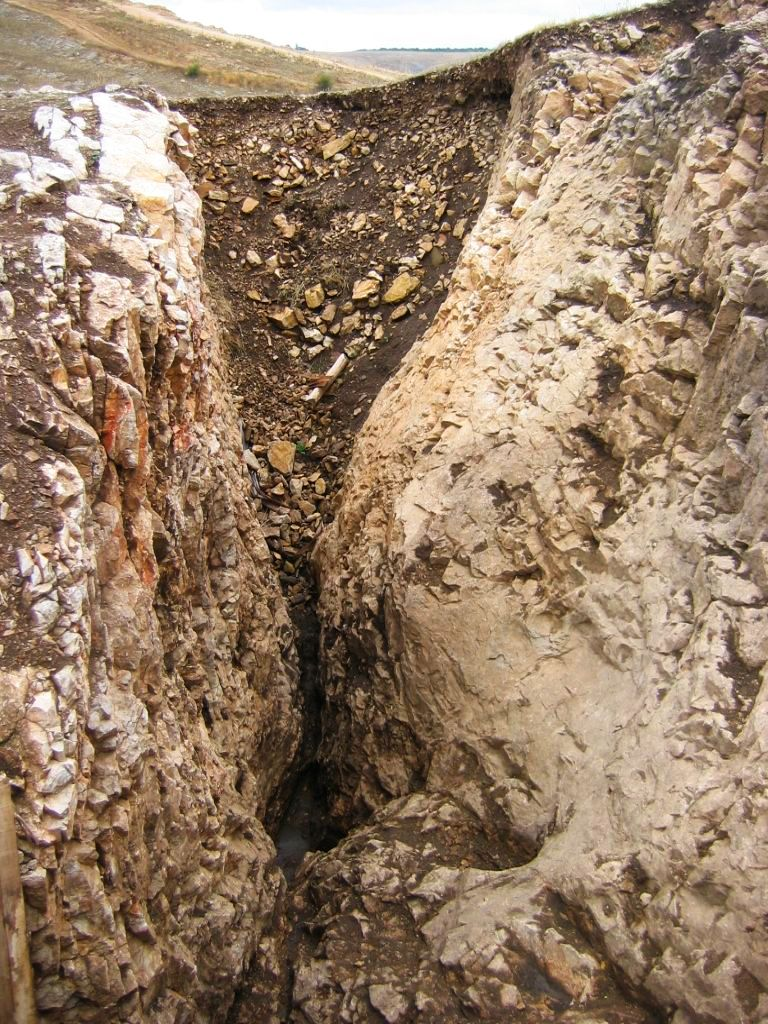
Excavación arqueológica en el foso excavado en la roca del Castro de la Loma en Santibáñez de la Peña (Palencia, Castilla y León).

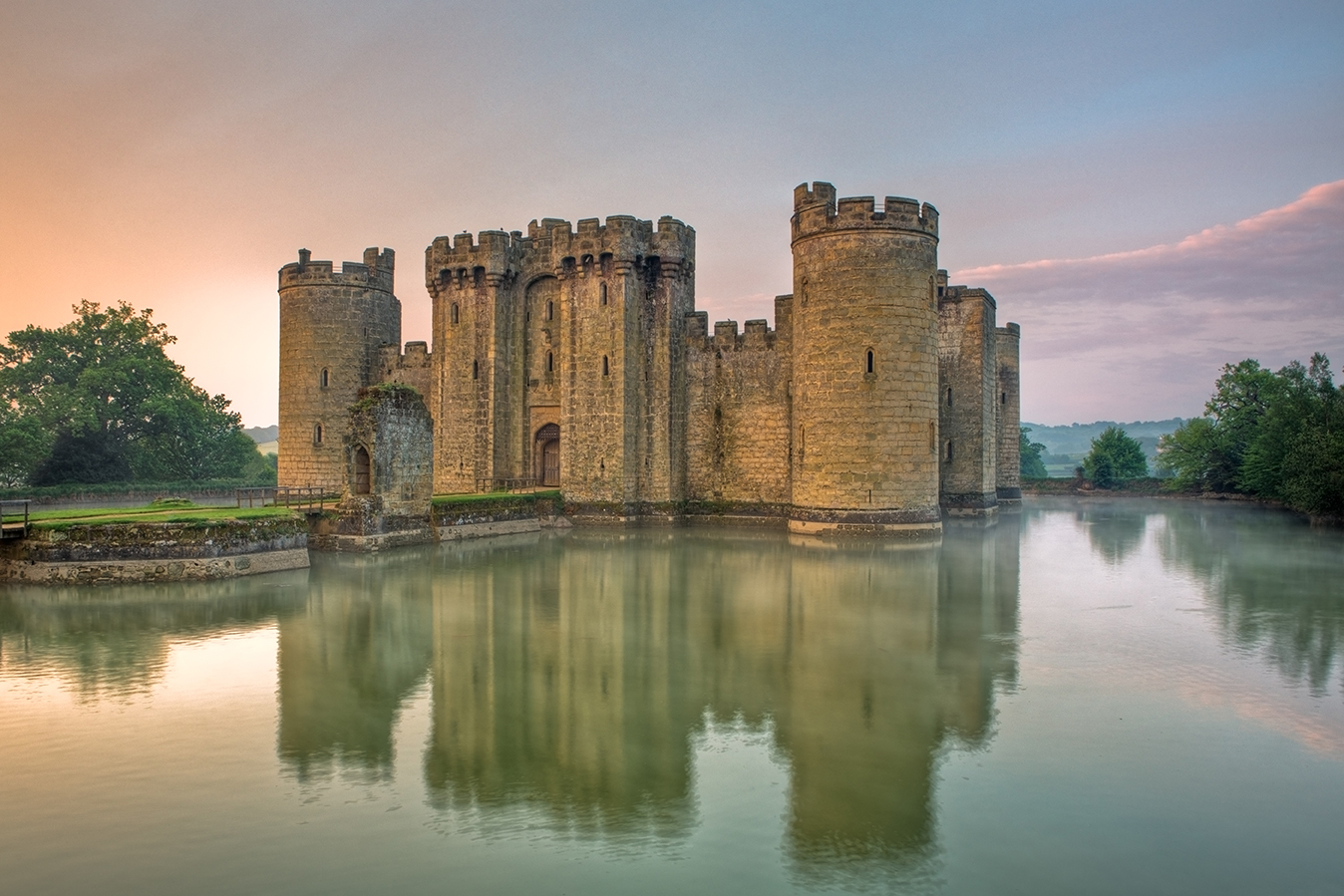
El Castillo de Bodiam se levanta sobre su foso.

El foso es una trinchera profunda, a veces llena de agua, excavada para formar una barrera contra ataques a las murallas de los castillos u otras fortificaciones. Una fosa dificulta el acceso de las máquinas de asedio, como la torre de asedio o el ariete, que necesitan estar junto al muro para ser eficaces. Una característica muy importante es que dificulta mucho los intentos de minar los cimientos de los muros mediante túneles con vista a colapsarlos, por una parte obligando a profundizar más en la excavación y en caso de haber agua, esta inundaría esos túneles o causaría que se tuvieran que reforzar mucho.
Este mismo concepto se aplica en la construcción o mejoramiento de estadios. Estos tienen en promedio 3 m de ancho rodeados por una malla de kevlar.

## Historia

### Antigüedad

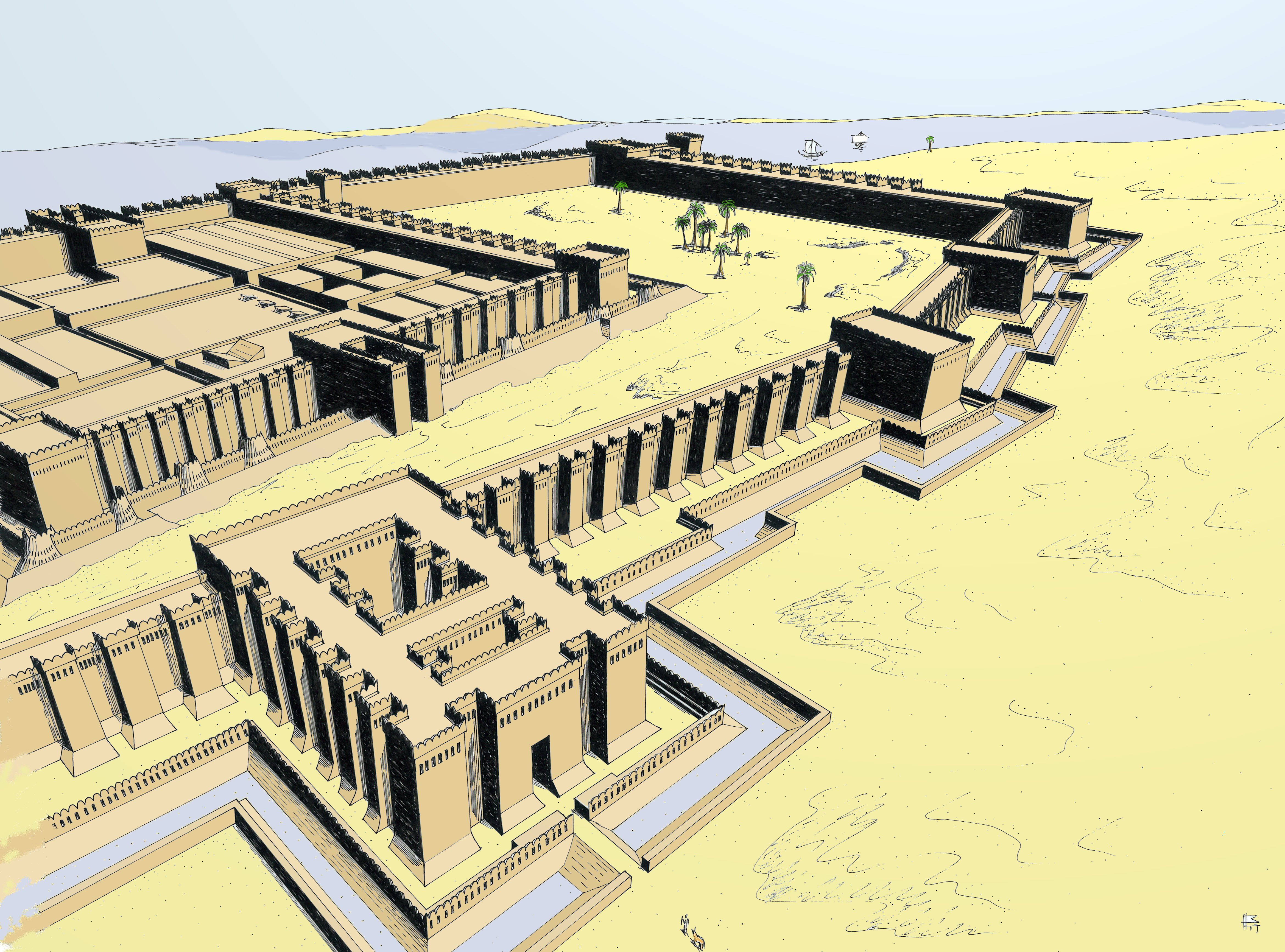
Vista norte de la fortaleza de Buhen en el Antiguo Egipto.

Algunas de las primeras evidencias de fosos se han descubierto alrededor de los castillos del antiguo Egipto. Un ejemplo está en Buhen, un castillo excavado en Nubia. Otra evidencia de fosos antiguos se encuentra en las ruinas de Babilonia y en relieves del antiguo Egipto, Asiria y otras culturas de la región.
Se han descubierto pruebas de fosos tempranos alrededor de los asentamientos en muchos sitios arqueológicos en todo el sudeste asiático, incluidos Noen U-Loke, Ban Non Khrua Chut, Ban Makham Thae y Ban Non Wat. El uso de los fosos podría haber sido con fines defensivos o agrícolas.

### Época Medieval
En Europa, es con las fortificaciones abaluartadas ("trazado italianizante") construidas entre los siglos XVI y XIX cuando los fosos alcanzarán su máxima extensión y el apogeo de su complejidad y refinamiento, un refinamiento tanto técnico para la eficacia de la defensa como para el embellecimiento de las ciudades. Estos fosos se dispusieron a lo largo de las fortificaciones en complejos patrones ramificados en estrella alrededor de las ciudadelas y, a menudo, alrededor de ciudades enteras cuando la topografía y la hidrografía lo permitían. Menno van Coehoorn en los Países Bajos y Vauban en Francia, rivales en la segunda mitad del siglo XVII, fueron los mayores creadores. El sistema se extendió por toda Europa e incluso por Norteamérica.
En el violento entorno del siglo XIV y el siglo XV en Inglaterra, los muros defensivos requerían un permiso escrito del Rey, pero un foso rodeando una casa señorial podía disuadir incluso a los intrusos más resueltos.
Las corrientes fueron a menudo desviadas en la Edad Media para llenar la zanja. Los fosos requerían mantenimiento. Tenían que ser dragados para evitar que se pudiera acabar formando un puente natural por sedimentos, objetos caídos accidentalmente o arrojados por los enemigos.
Los puentes desmontables permitían atravesar el foso en la Edad Media. Al principio eran solamente simples puentes de madera, fácilmente desmontables si el enemigo intentaba asaltar la fortificación. Fueron sustituidos por puentes levadizos y colgantes.
Con la evolución de la técnica de fortificación, se construyen también fosos secos. En este caso el obstáculo lo constituye el propio foso al establecer una zona despejada donde el asaltante constituye un blanco fácil para el fuego cruzado de los defensores encerrados en la fortaleza y parapetados tras las murallas. Los baluartes se sitúan de forma que su artillería pueda barrer el foso en caso de llegar a este los asaltantes. 
En el foso, la parte del mismo que da al interior de la fortaleza es llamada la escarpa y la pared que da al campo enemigo la contraescarpa. Sobre la contraescarpa discurre normalmente el camino cubierto y en el interior del foso se sitúan las fortificaciones auxiliares como revellines, hornabeques y contraguardias.
Los fosos tenían a veces largos palos de madera dentro, para evitar que los enemigos lo atravesaran nadando.
Aunque los fosos se asocian por lo común con los castillos europeos, también fueron usados comúnmente en los shiros o castillos japoneses, de los que quedan varios ejemplos en Japón. Además por los Indios norteamericanos de la cultura del Mississipi como una defensa externa de sus aldeas fortificadas. Los restos de un foso del siglo XVI siguen siendo visibles en el Parque Arqueológico estatal de Parkin, al este de Arkansas.

### Fortificaciones occidentales posteriores

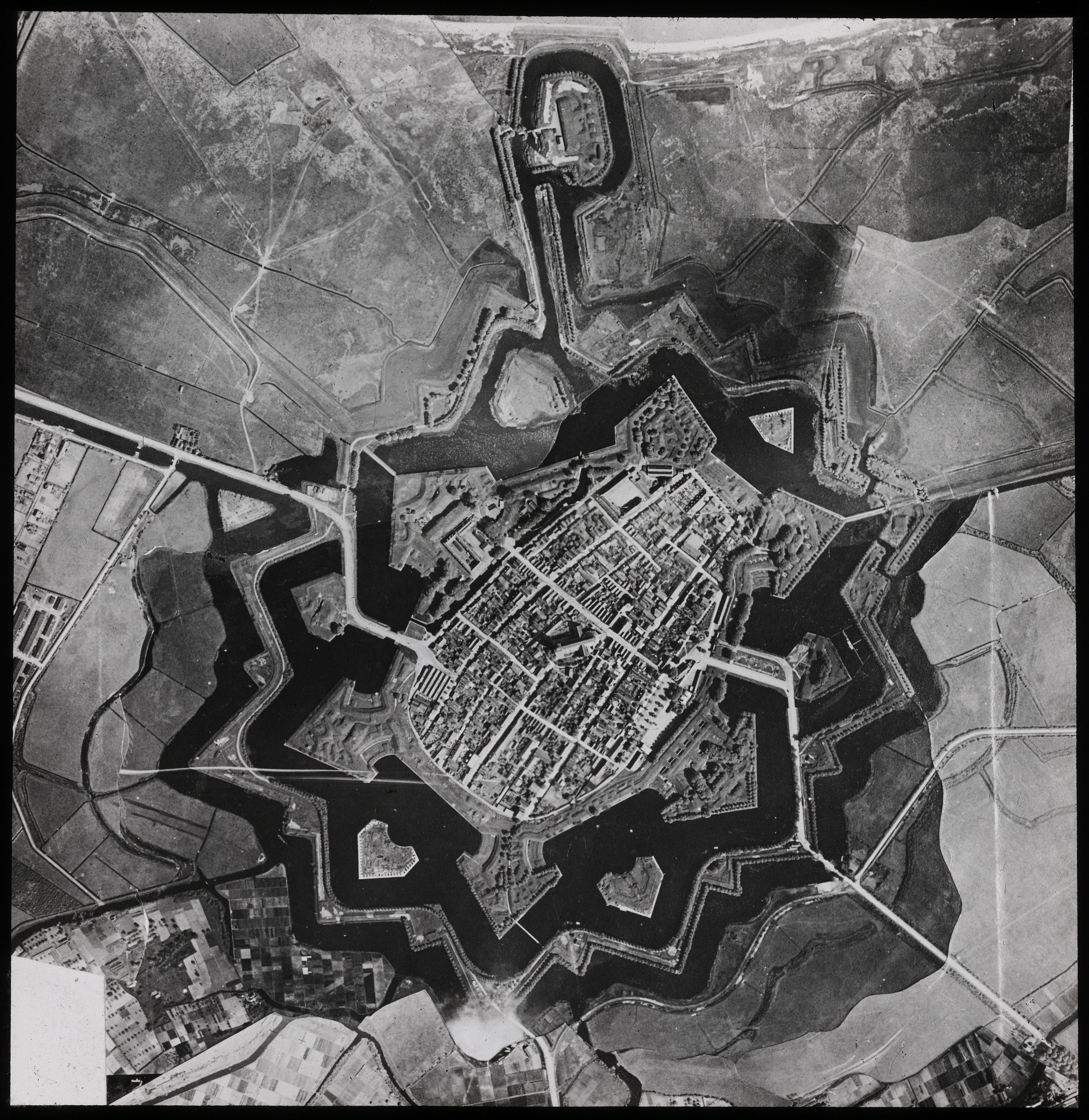
La ciudad fortificada del de Naarden, Países Bajos, que muestra bastiones que se proyectan en el foso húmedo

Con la introducción de la artillería de asedio, surgió un nuevo estilo de fortificación en el siglo XVI que usaba muros bajos y puntos fuertes sobresalientes llamados bastiones, que se conocía como trace italienne. Los muros estaban más protegidos del ataque de la infantería por fosos húmedos o secos, a veces en sistemas elaborados. Cuando este estilo de fortificación fue reemplazado por líneas de fuertes poligonales a mediados del siglo XIX, los fosos continuaron usándose para una protección cercana.

### África
Los Muros de Benin eran una combinación de murallas y fosos, llamados Iya, utilizados como defensa de la capital Ciudad de Benín en el actual estado de Edo de Nigeria. Fue considerada la estructura más grande hecha por el hombre a lo largo, solo superada por la Gran Muralla China y el movimiento de tierra más grande del mundo. El trabajo reciente de Patrick Darling lo ha establecido como la estructura más grande hecha por el hombre en el mundo, más grande que Eredo de Sungbo, también en Nigeria. Cercó 6500 km2 de tierras comunitarias. Su extensión superaba los 16 000 km de límites terrestres. Se estimó que la primera construcción comenzó en 800 y continuó hasta mediados del siglo XV.
Los muros están construidos con una estructura de zanja y dique, la zanja se excavó para formar un foso interior con la tierra excavada utilizada para formar la muralla exterior.
Los muros de Benín fueron devastados por los británicos en 1897. Quedan pedazos dispersos de los muros en Edo, y los lugareños utilizan el material para la construcción. Se siguen derribando los muros para desarrollos inmobiliarios.
Las murallas de la ciudad de Benín fueron la estructura construida por el hombre más grande del mundo. Fred Pearce escribió en New Scientist:
"Se extienden por unos 16 000 kilómetros en total, en un mosaico de más de 500 límites de asentamientos interconectados. Cubren 6500 kilómetros cuadrados y todos fueron excavados por el pueblo Edo. En total, son cuatro veces más largos que la Gran Muralla China, y consumieron cien veces más material que la Gran Pirámide de Keops. Se estima que se necesitaron 150 millones de horas de excavación para construir, y es quizás el fenómeno arqueológico individual más grande del planeta".

### Asia

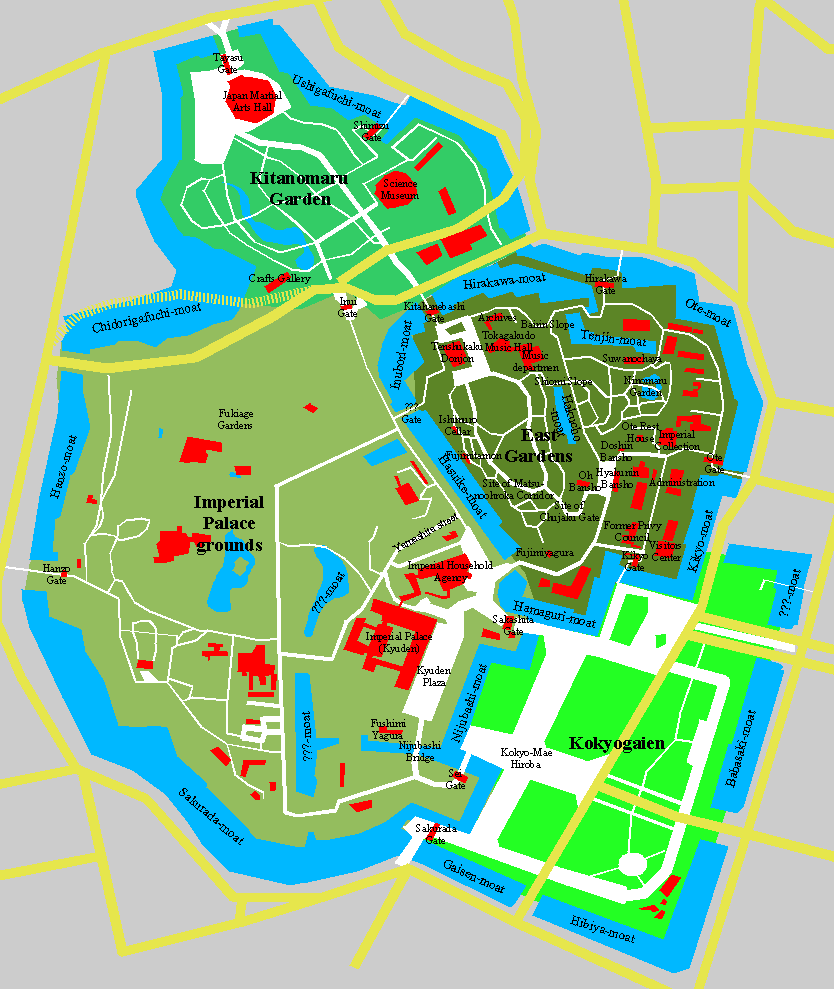
Mapa del Palacio Imperial de Tokio y los jardines circundantes que muestra el elaborado sistema de fosos

El castillo japonés a menudo tiene fosos muy elaborados, con hasta tres fosos dispuestos en círculos concéntricos alrededor del castillo y un anfitrión de diferentes patrones diseñados alrededor del paisaje. El foso exterior de un castillo japonés normalmente protege otros edificios de apoyo además del castillo.
Como muchos castillos japoneses históricamente han sido una parte muy central de sus ciudades, los fosos han proporcionado una vía fluvial vital para la ciudad. Incluso en los tiempos modernos, el sistema de fosos del Palacio Imperial de Tokio consiste en un cuerpo de agua muy activo, que alberga de todo, desde botes de alquiler y estanques de pesca hasta restaurantes.
La mayoría de los castillos japoneses modernos tienen fosos llenos de agua, pero los castillos del período feudal tenían más comúnmente "fosos secos". karabori (空堀 【からぼり】?, lit. "foso vacío"), una trinchera. Un tatebori (竪堀 【たてぼり】?, lit. "foso vertical") es un foso seco excavado en una pendiente. Un unejo tatebori (畝状竪堀 lit. "foso vacío de forma surcada"?) es una serie de trincheras paralelas que suben por las laderas de la montaña excavada, y el muro de tierra, también llamado doi (土居 【どい】?, lit. "montaje en tierra"), era una pared exterior hecha de tierra excavada en un foso. Incluso hoy en día es común que los castillos japoneses de montaña tengan fosos secos. A mizubori (水堀 【みずぼり】?, lit. "v") es un foso lleno de agua.
Los fosos también se usaron en la Ciudad Prohibida y Xi'an en China; en Fuerte Vellore en la India; Hsinchu en Taiwán; y en el Sudeste Asiático, como en Angkor Wat en Camboya; Mandalay en Myanmar y Chiang Mai en Tailandia.

### América del Norte
Los fosos fueron desarrollados independientemente por indígenas americanos de América del Norte de la cultura de Misisipi como la defensa exterior de algunas aldeas fortificadas. Los restos de un foso del siglo XVI todavía son visibles en el Parque Estatal Arqueológico de Parkin en el este de Arkansas.
El pueblo maya también usaba fosos, por ejemplo en la ciudad de Becan.
Los colonos europeos en las Américas a menudo construían zanjas secas alrededor de los fuertes construidos para proteger puntos de referencia, puertos o ciudades importantes (por ejemplo, Fort Jay en Governors Island en el Puerto de Nueva York).

### Época moderna
Los fosos se utilizan también para separar animales de espectadores en muchos zoos modernos. La estructura con un muro de contención vertical externo, levantándose directamente del foso, es un uso extendido del Ha-ha de la jardinería inglesa.
En 2004 se sugirieron planes para un foso de dos millas a lo largo de la frontera sur de la Franja de Gaza para evitar que se pudiera hacer un túnel desde territorio de Egipto a la ciudad fronteriza de Rafah.

## Galería

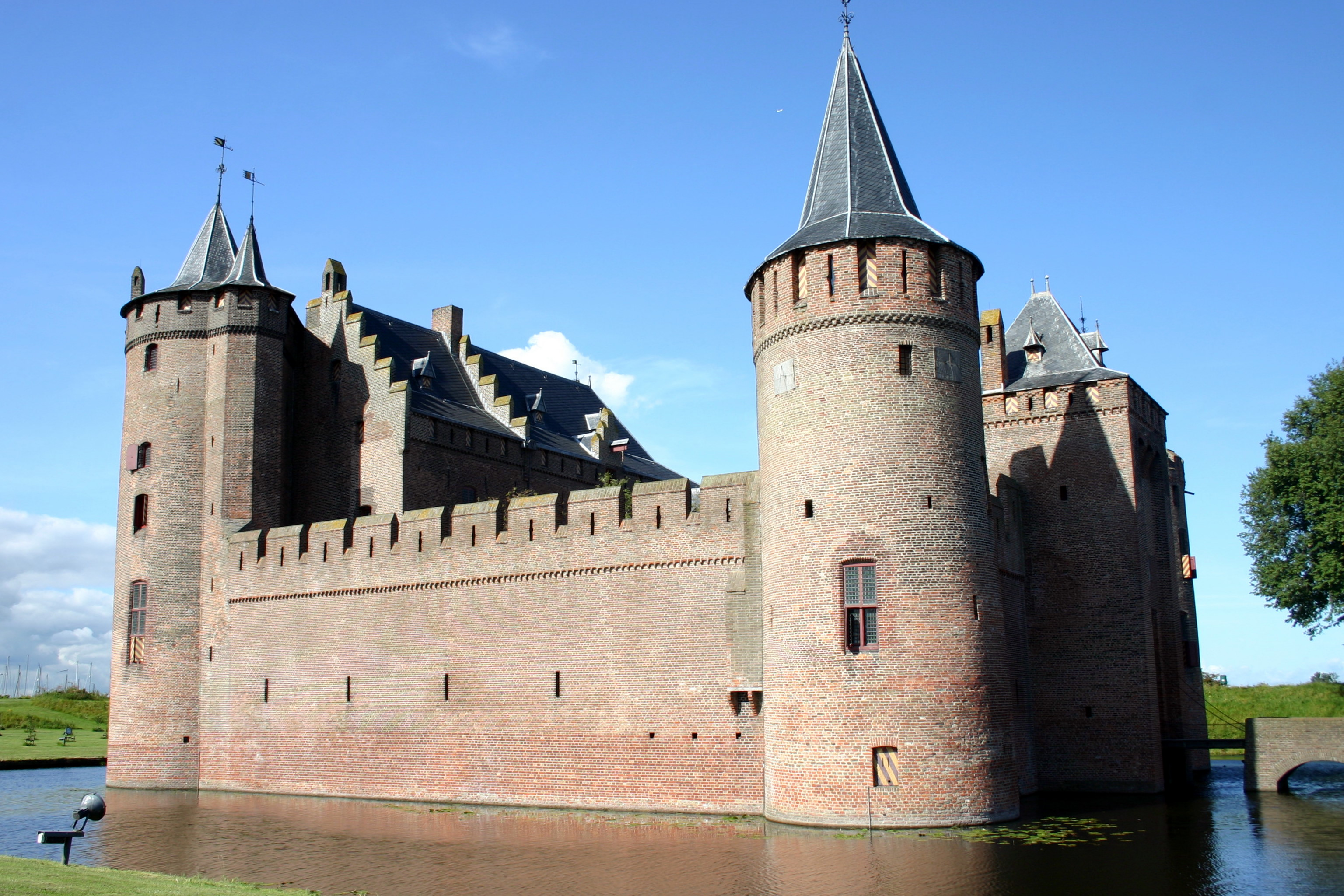
Muiderslot, Países Bajos
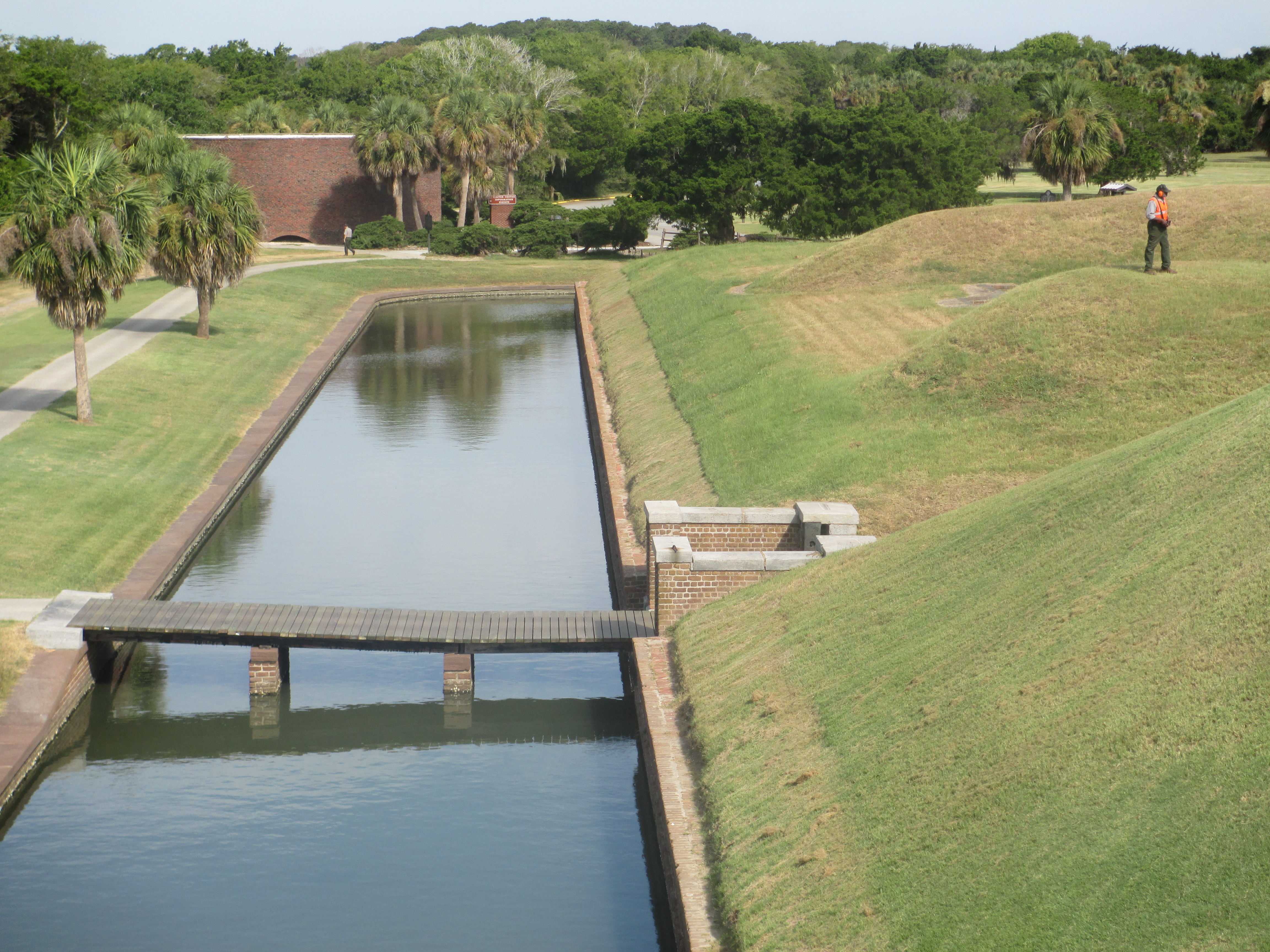
Foso que rodea al Monumento Nacional Fuerte Pulaski cerca de Savannah, Georgia
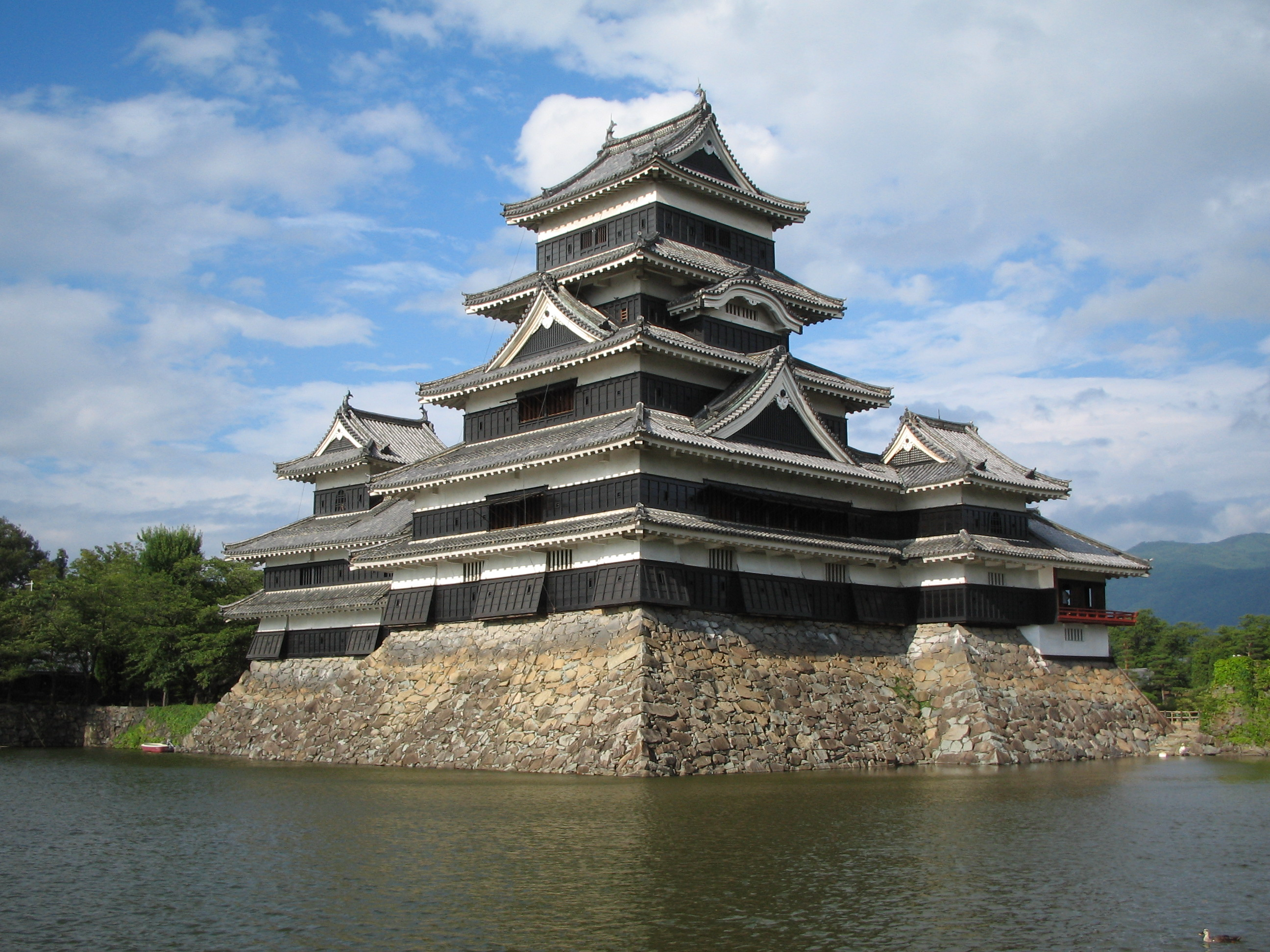
Castillo Matsumoto, un castillo japonés en la Prefectura Nagano
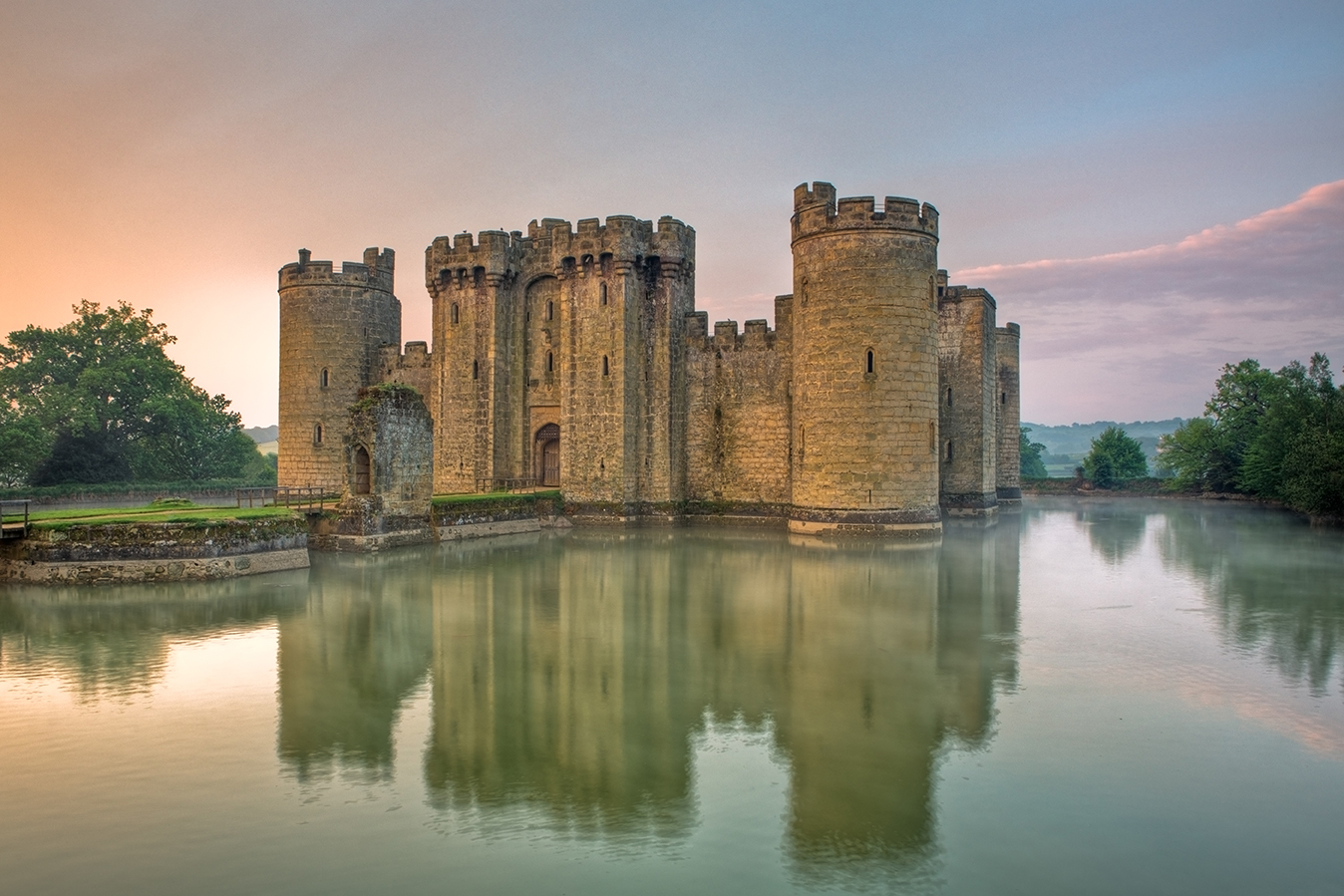
Castillo de Bodiam, un castillo del siglo XIV cerca de Robertsbridge en East Sussex, Inglaterra
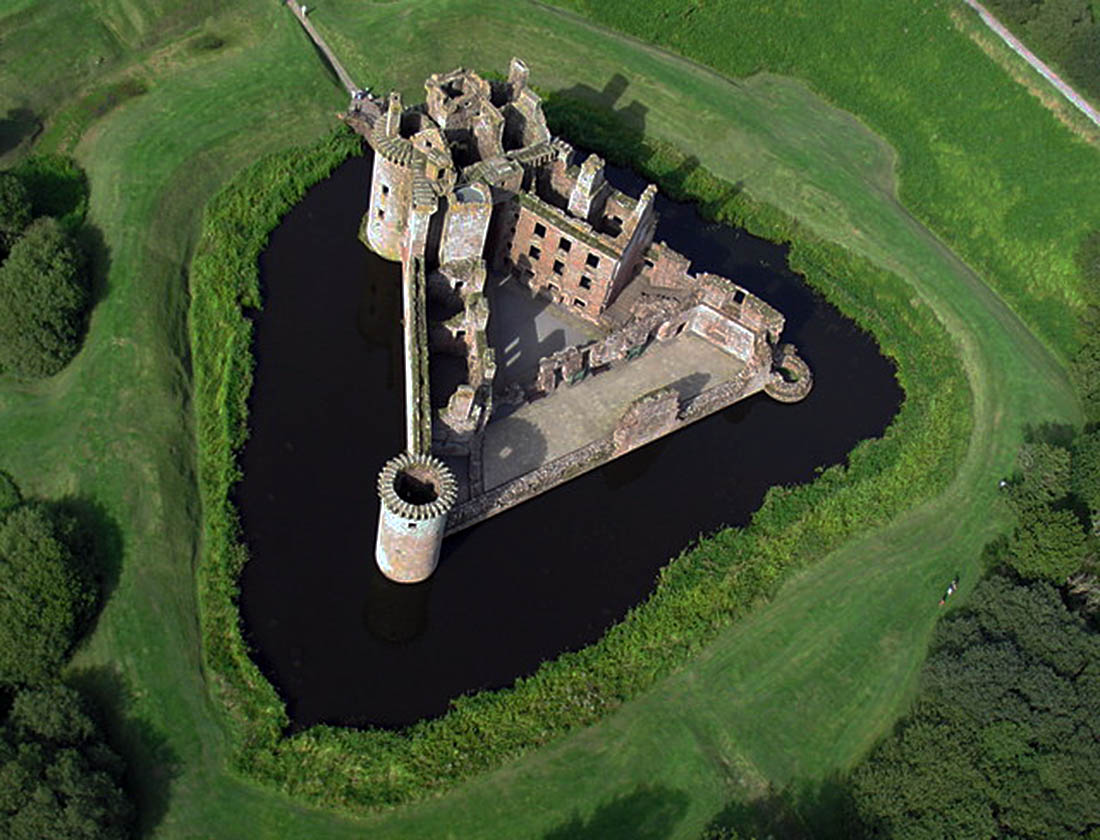
Castillo Caerlaverock, un castillo del siglo XIII en el sur de Escocia
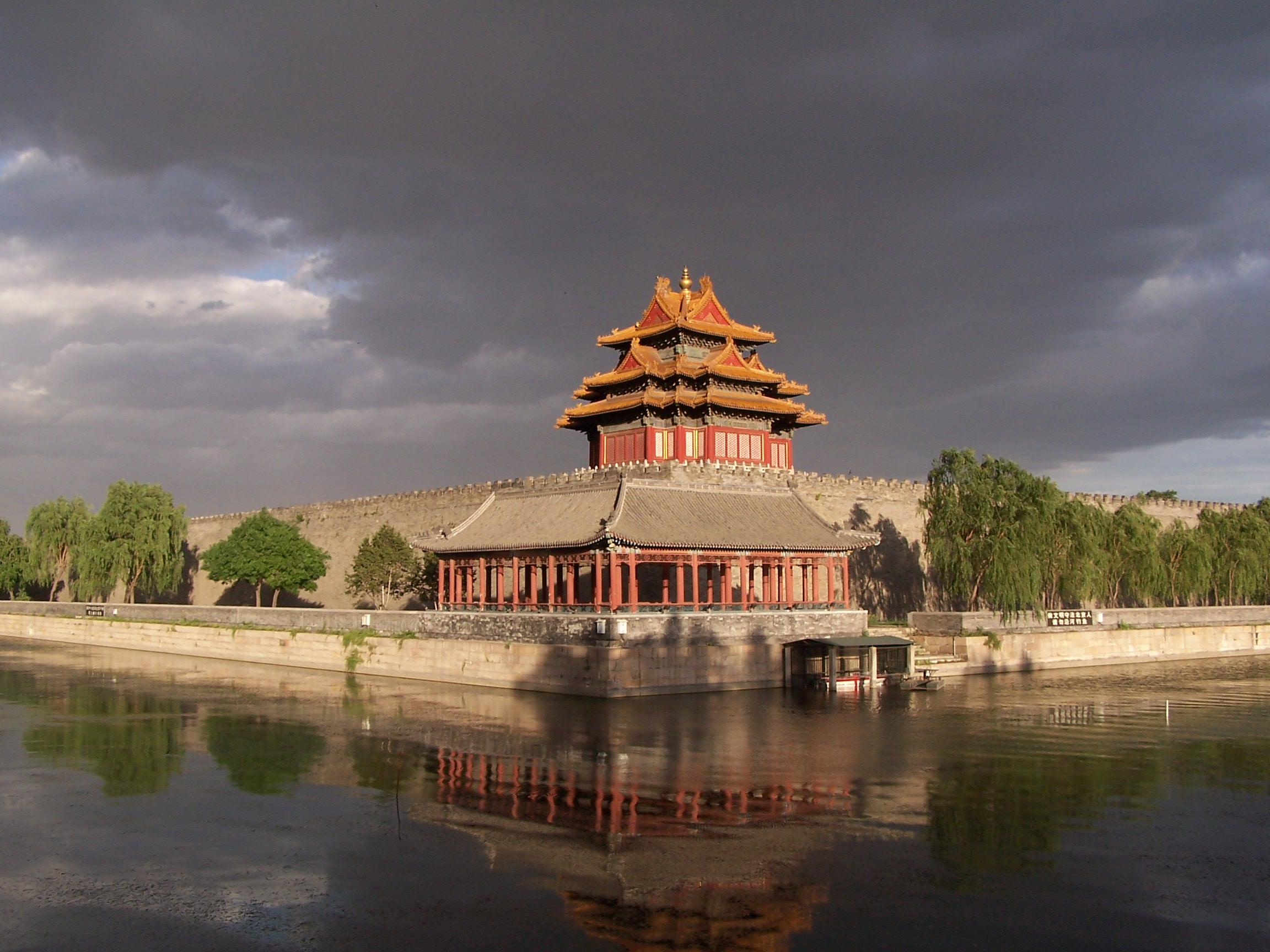
La Ciudad Prohibida, Beijing: extremo noroeste
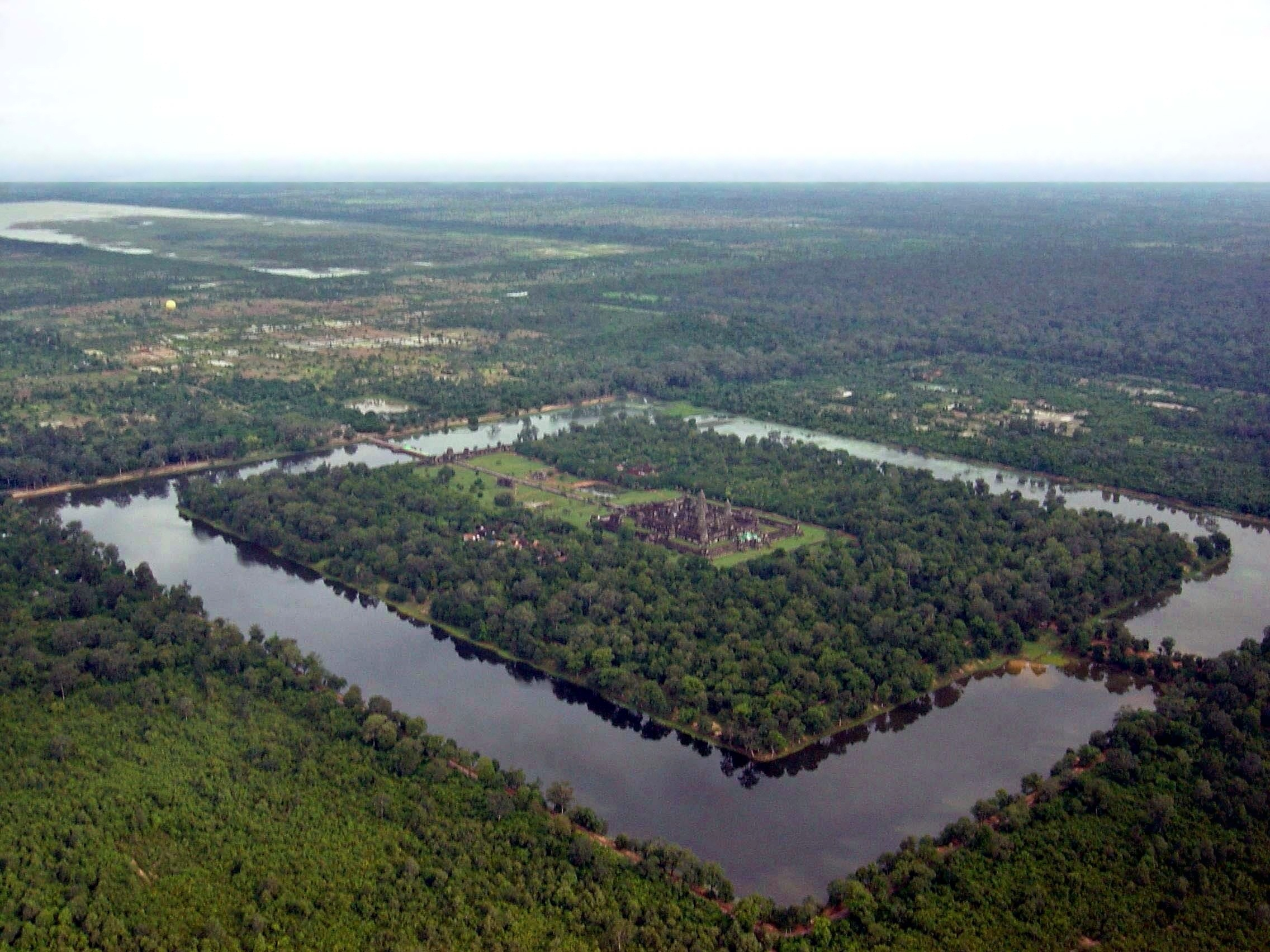
Angkor Wat, Camboya
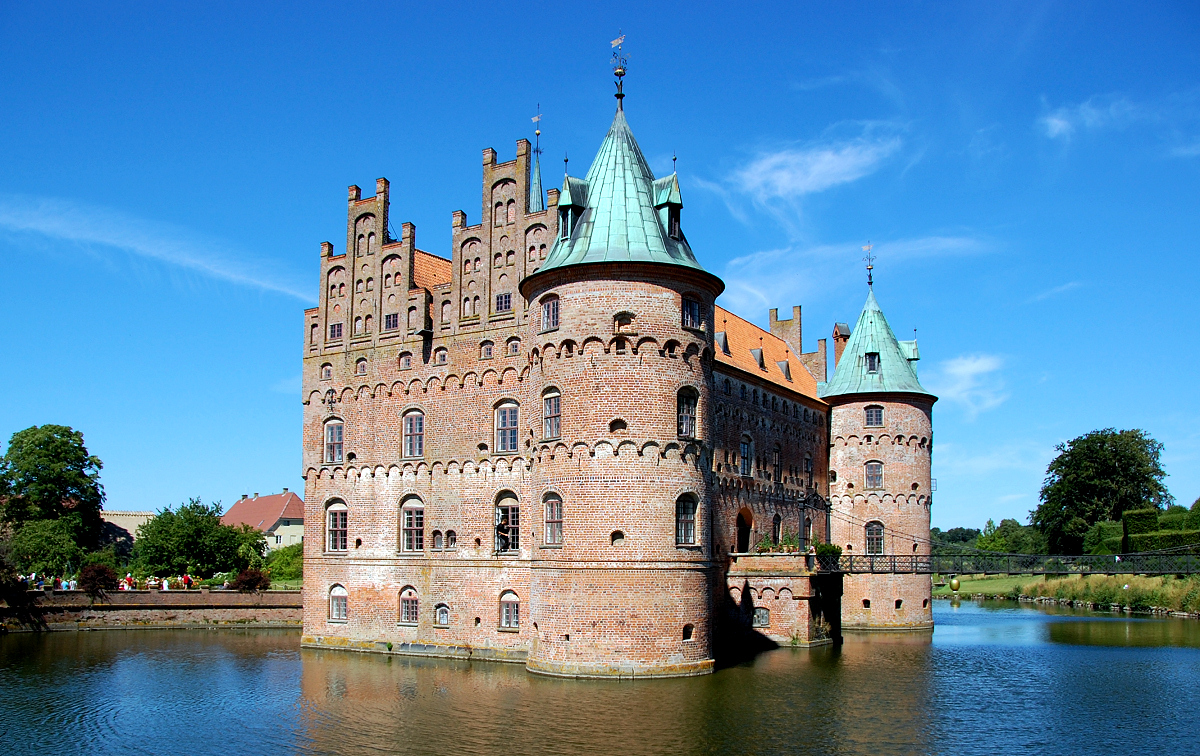
Castillo de Egeskov, Dinamarca
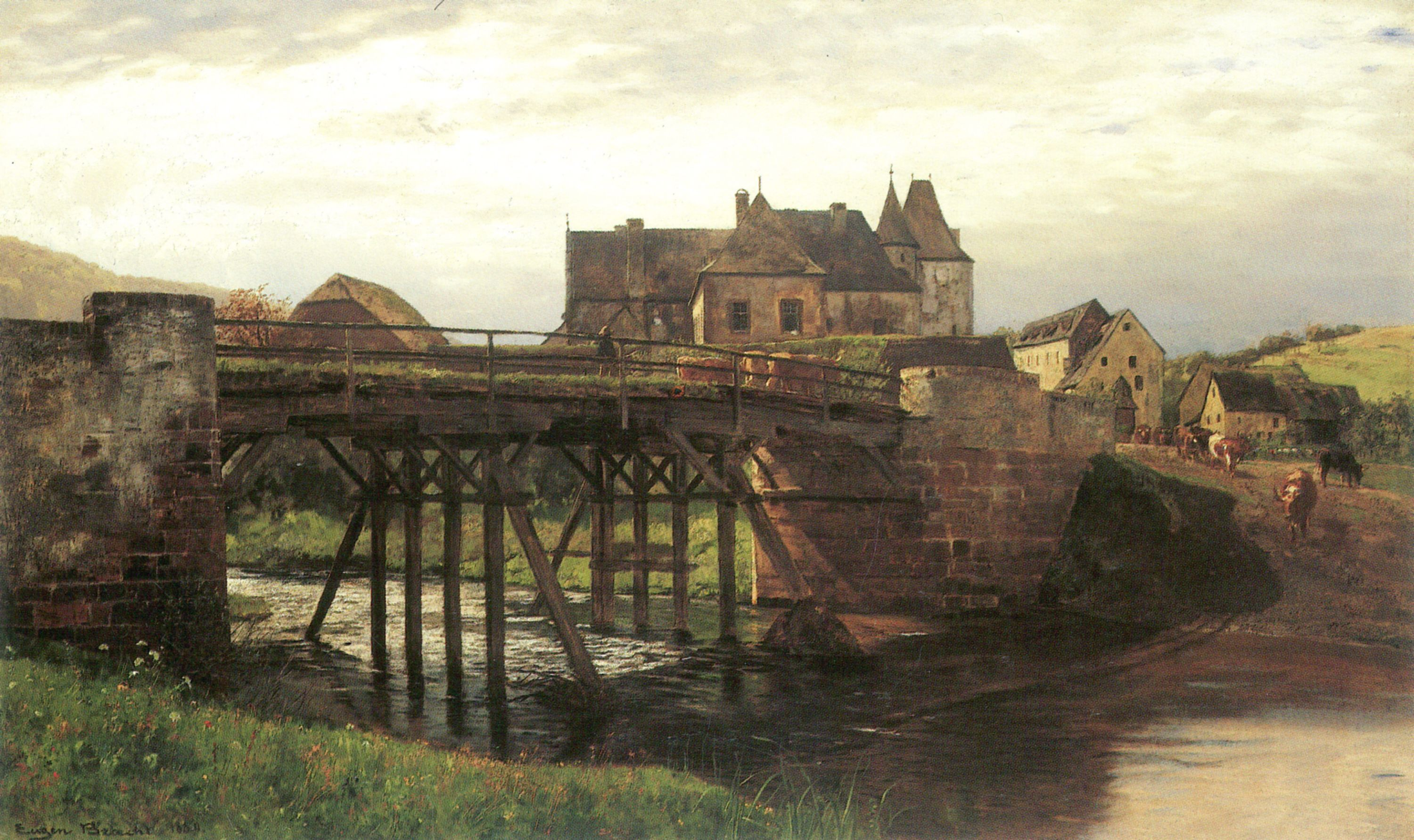
Castillo de Lissingen
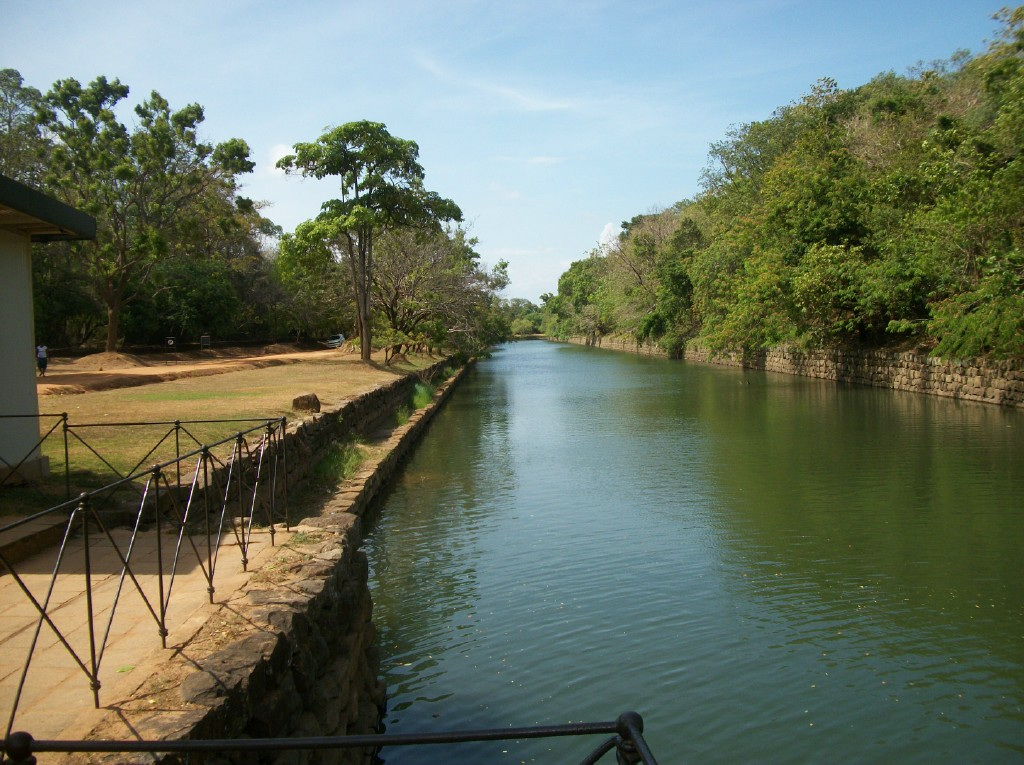
Foso Sigiriya, Sri Lanka
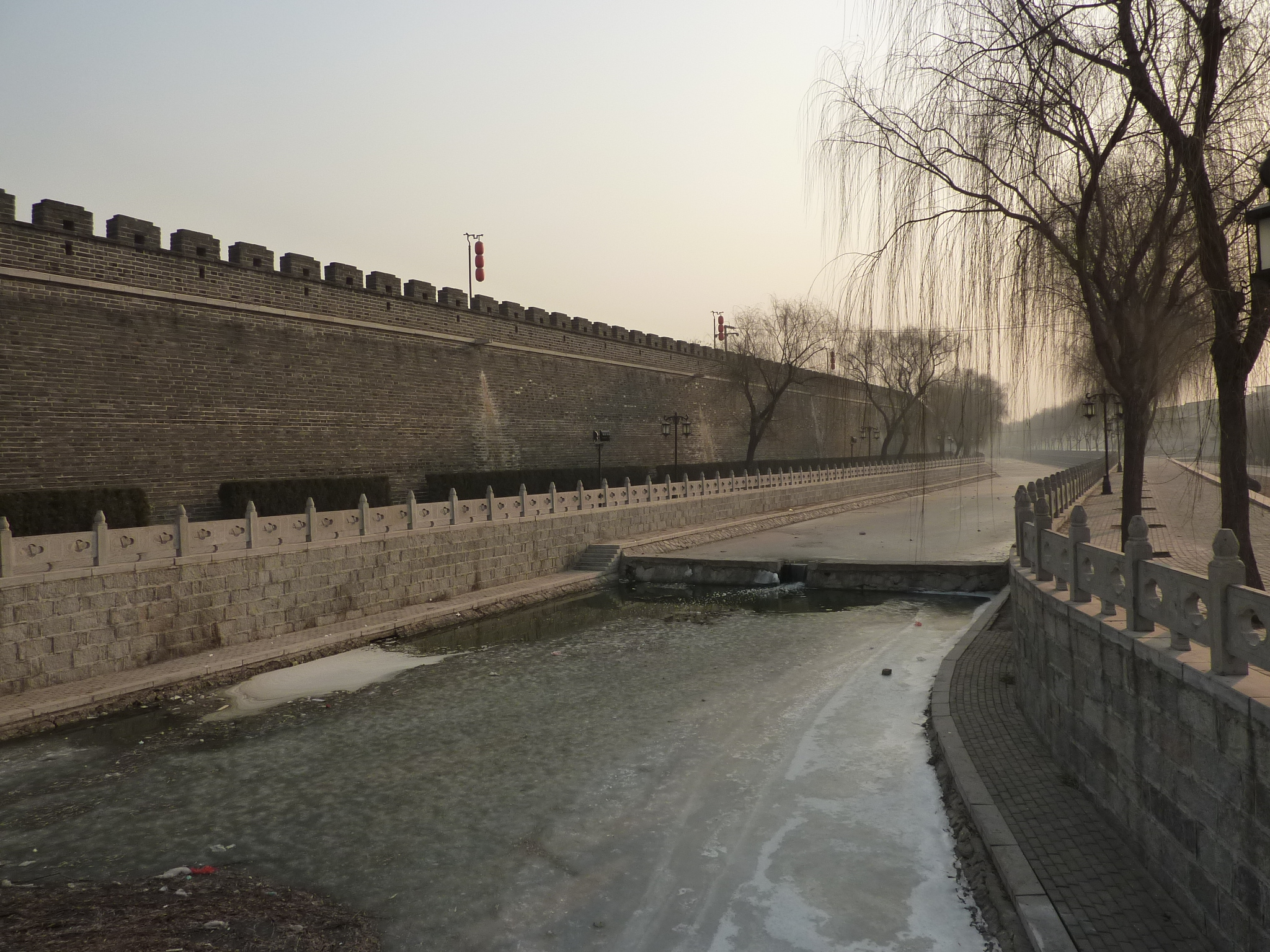
Foso congelado de la ciudad amurallada de Qufu, China
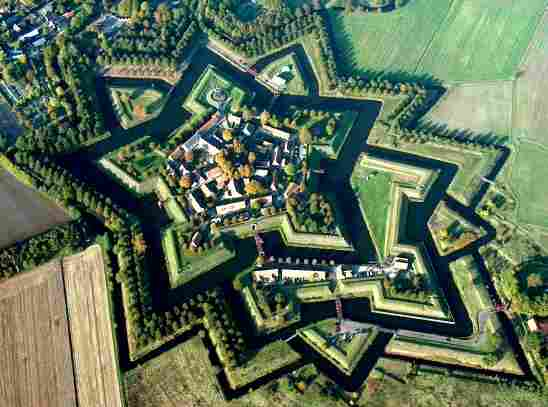
Fuerte Bourtange, un fuerte en estrella de fines del siglo XVI en Groningen, Países Bajos
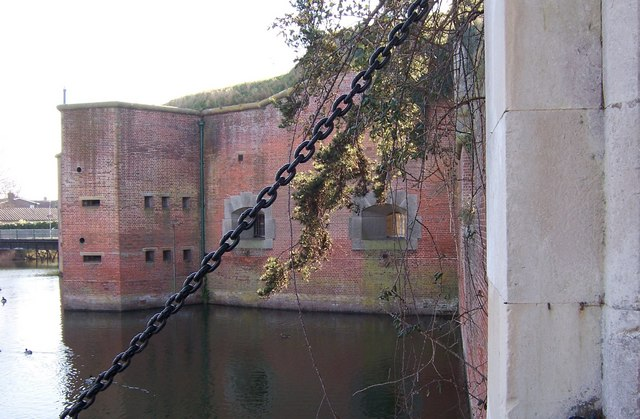
Fuerte Brockhurst un fuerte poligonal de mediados del siglo XIX en  Hampshire, Inglaterra
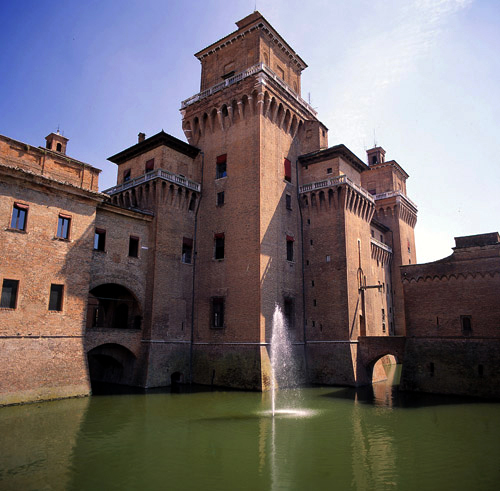
The Castello Estense en Ferrara, Italia
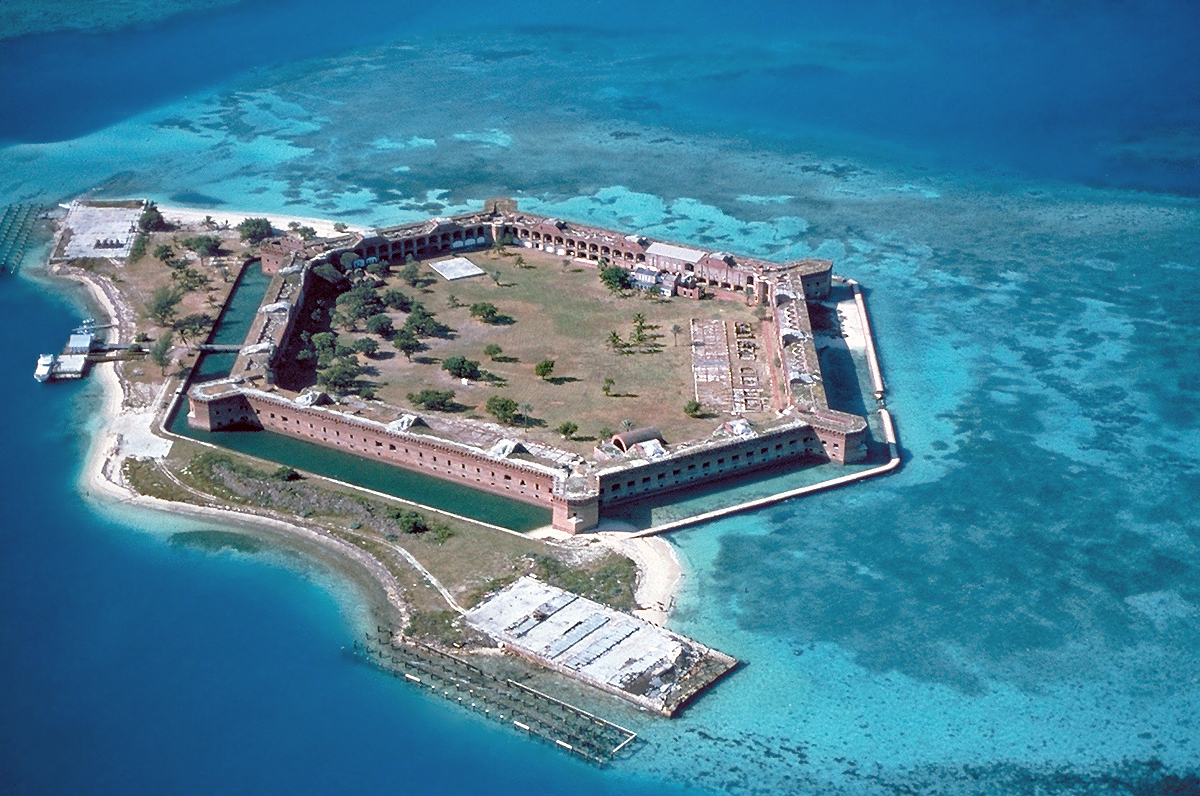
Fuerte Jefferson, Dry Tortugas, Florida
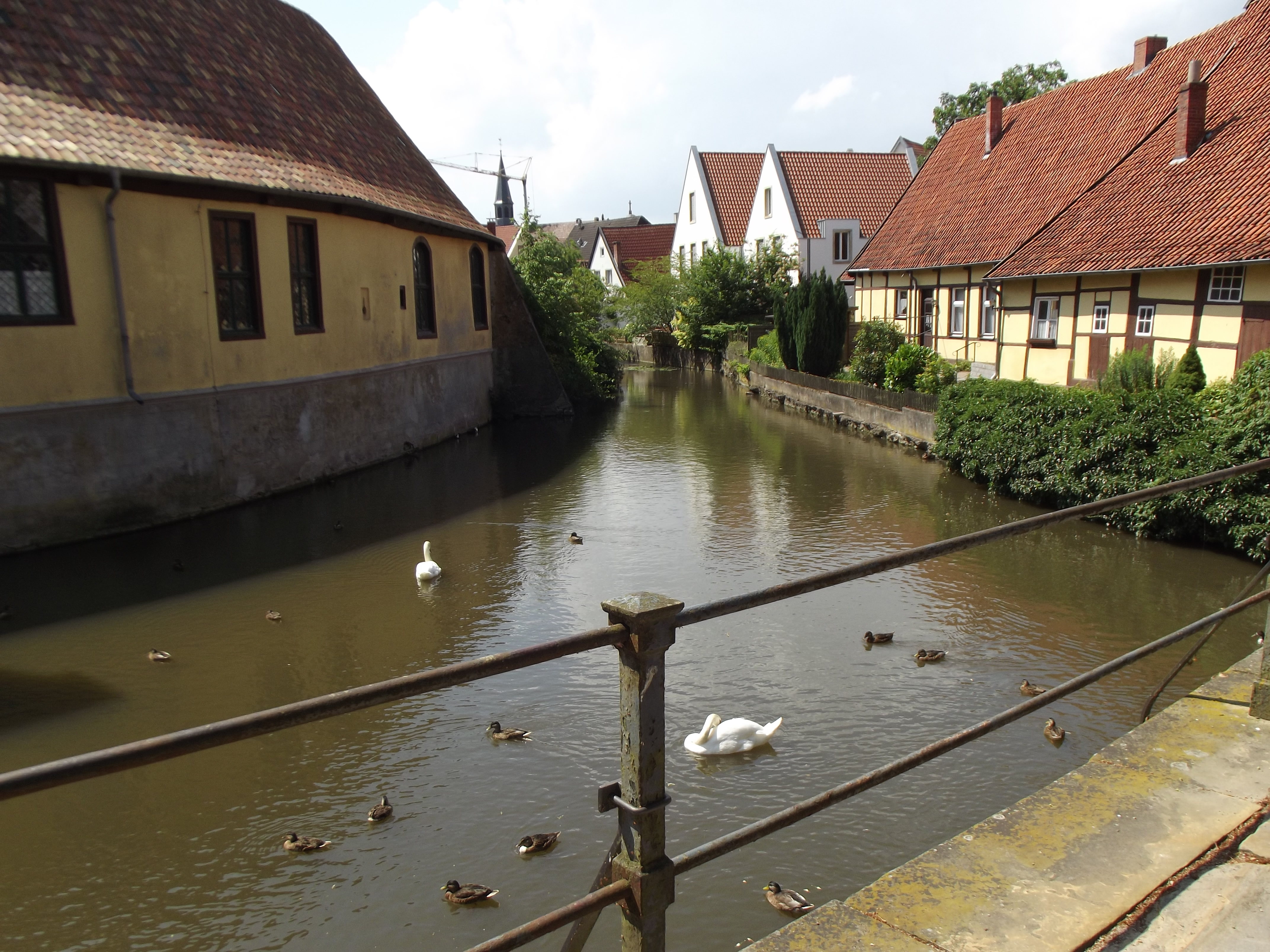
Foso con casas cívicas a su vera de Steinfurt
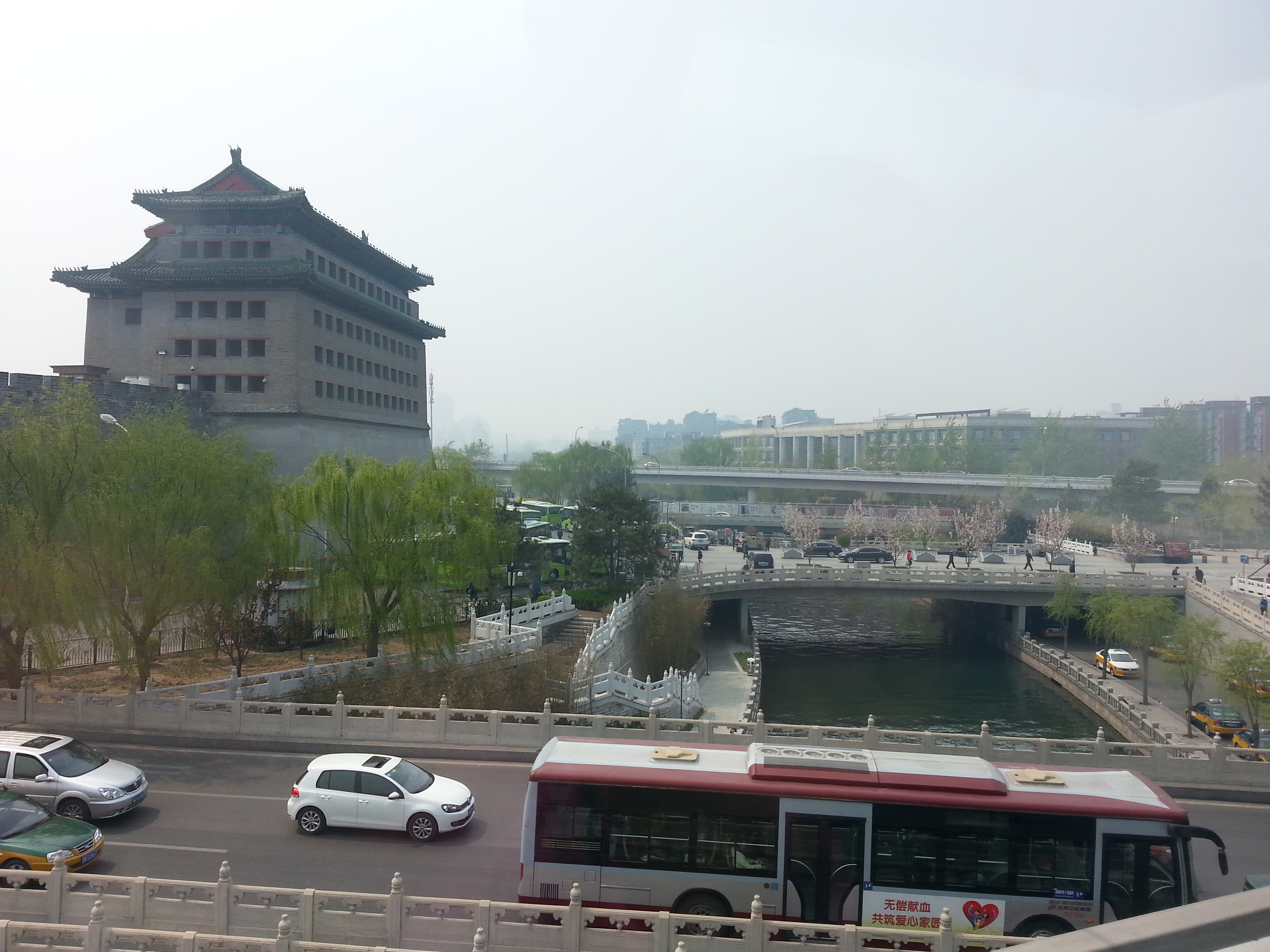
Puerta antigua de la ciudad y foso en Beijing
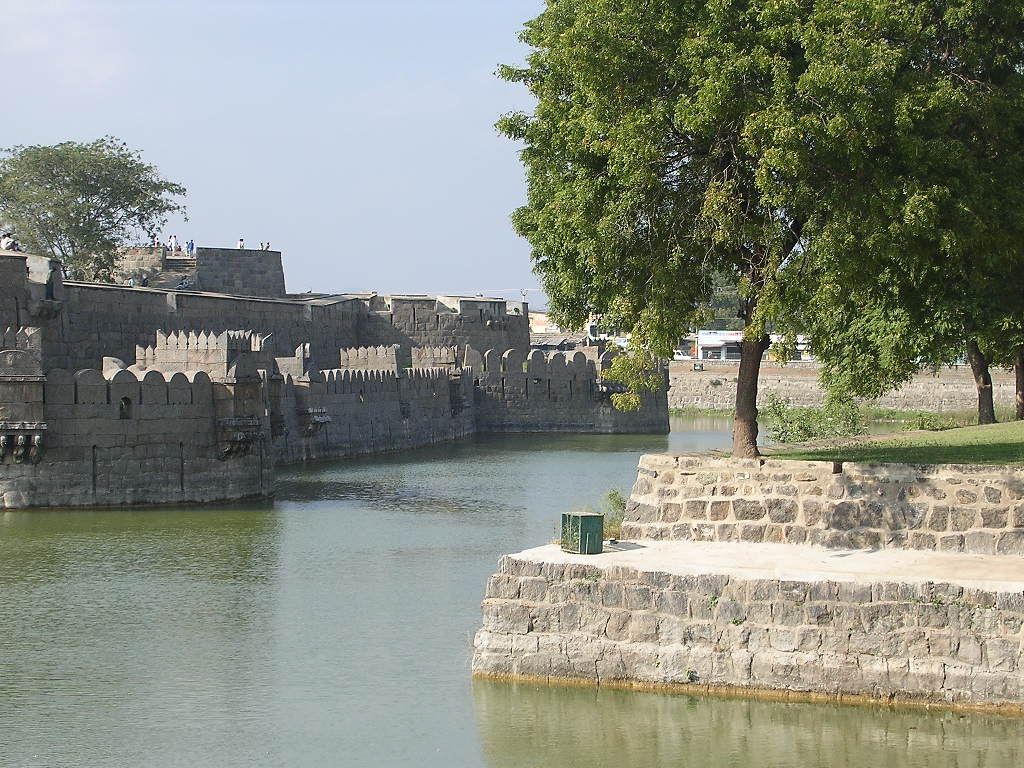
Foso del fuerte Vellore Moat, en Tamil Nadu, India
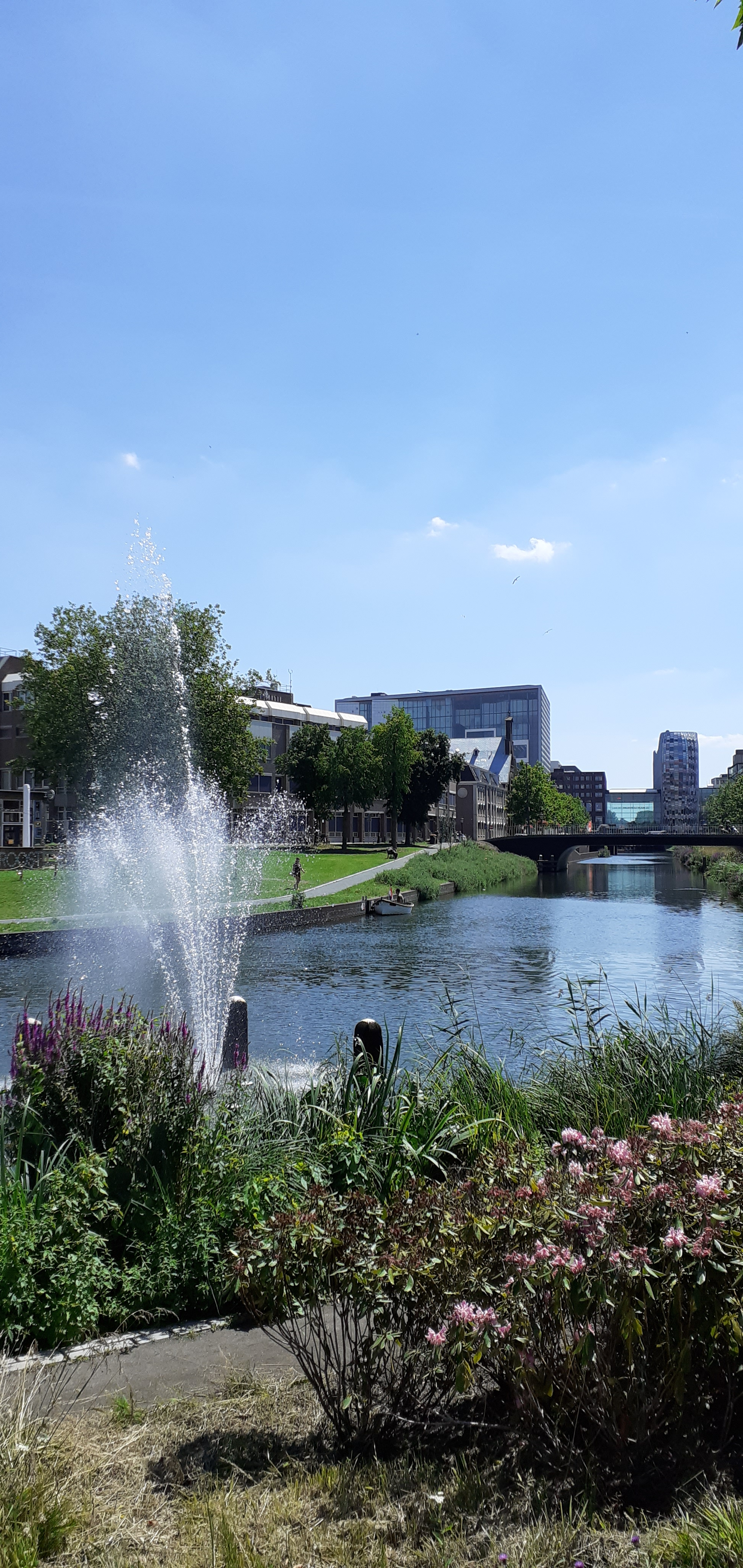
El Daalsesingel, parte del foso que rodea el centro de la ciudad de Utrecht, Países Bajos
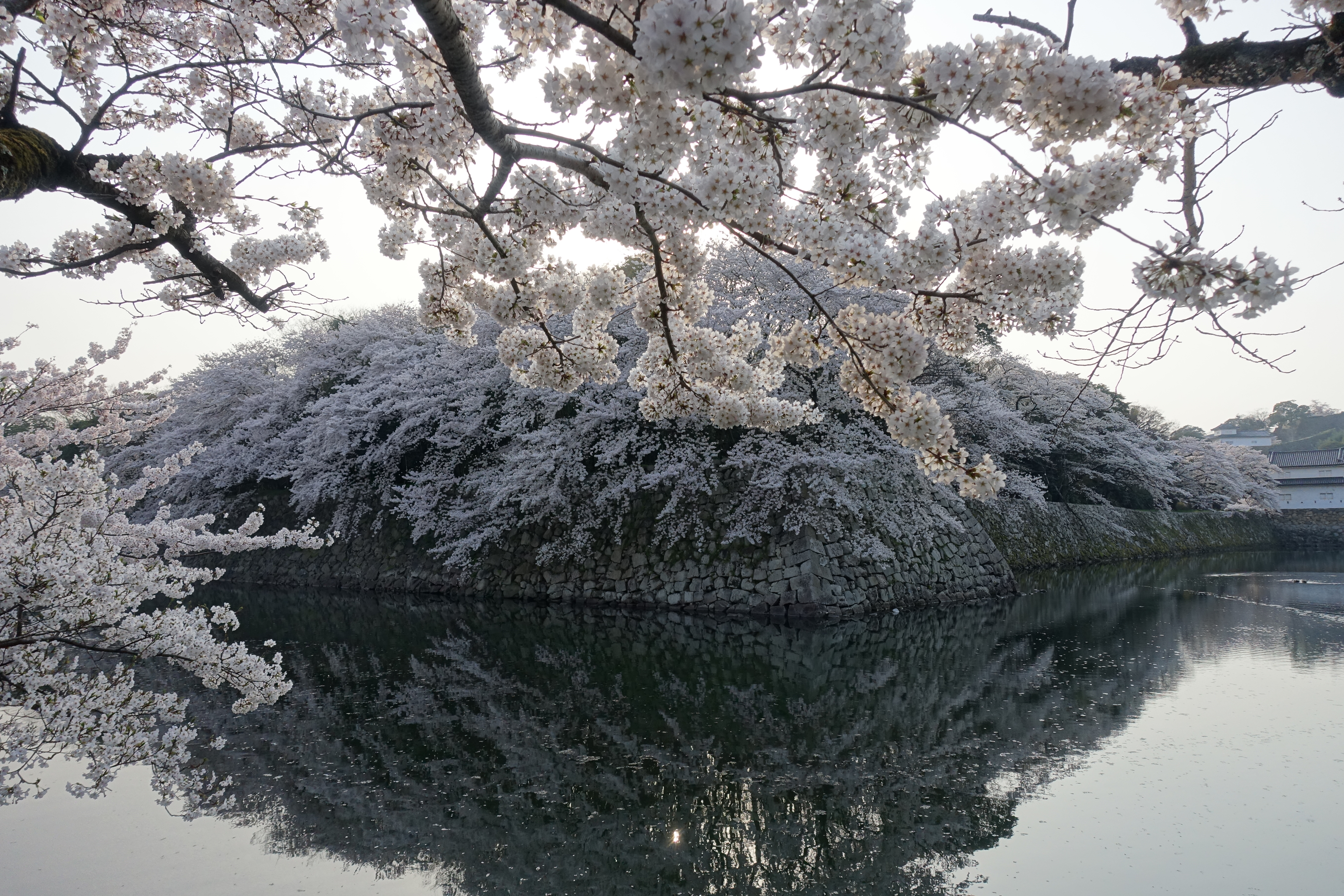
Foso del Castillo Hikone
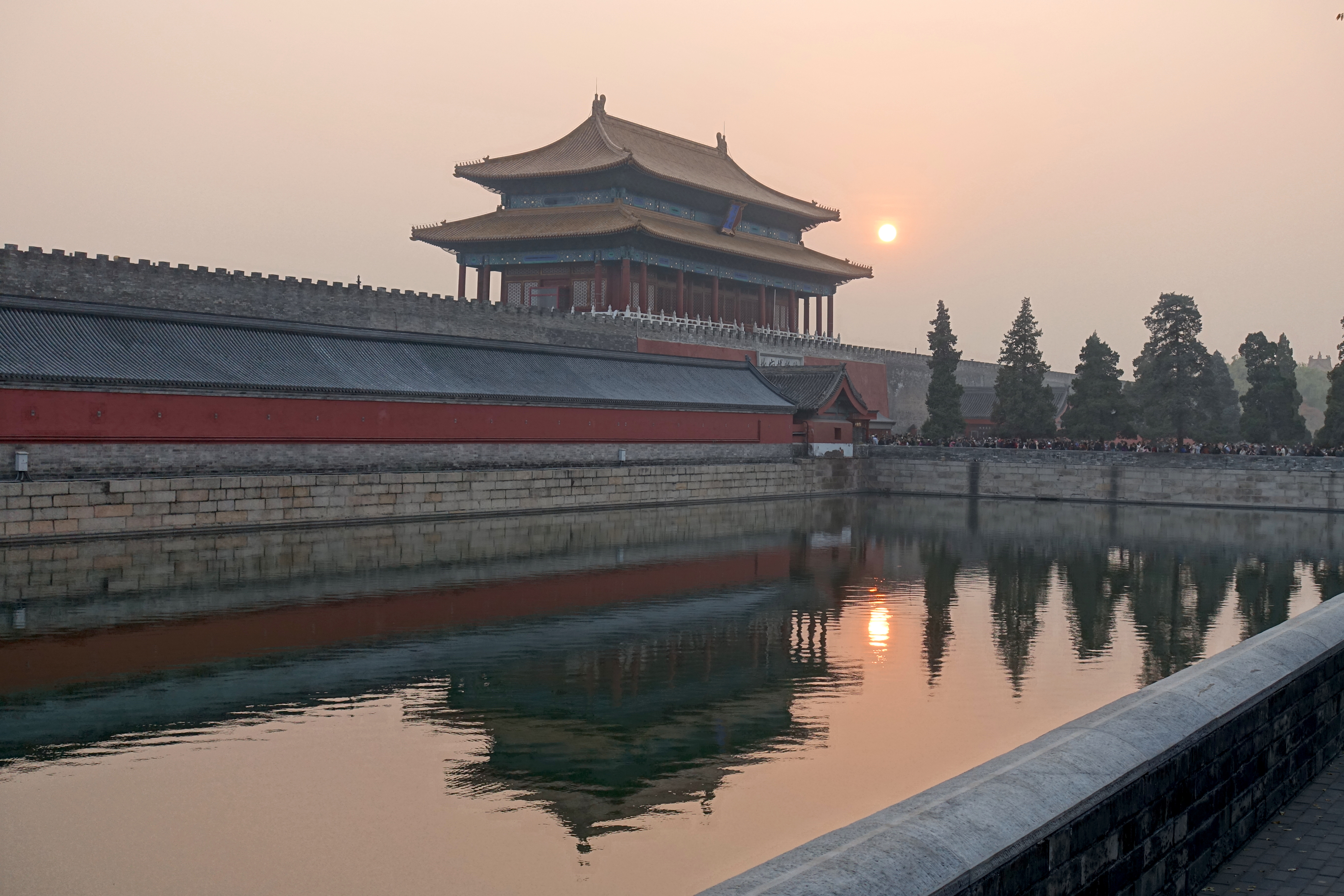
Foso de la Ciudad Prohibida
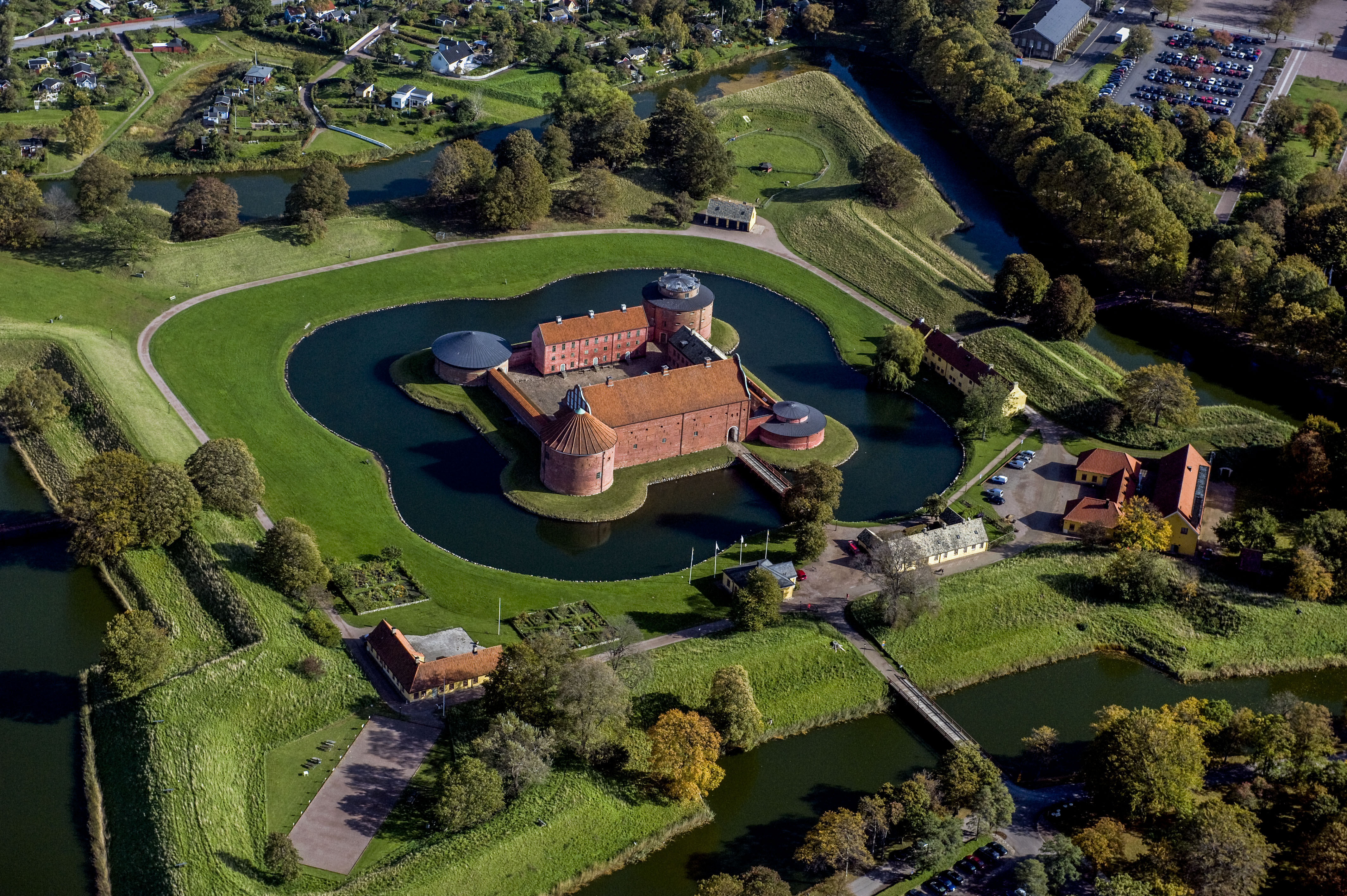
Landskrona Citadel con foso doble de mediados del siglo XV

## Uso moderno

### Uso arquitectónico

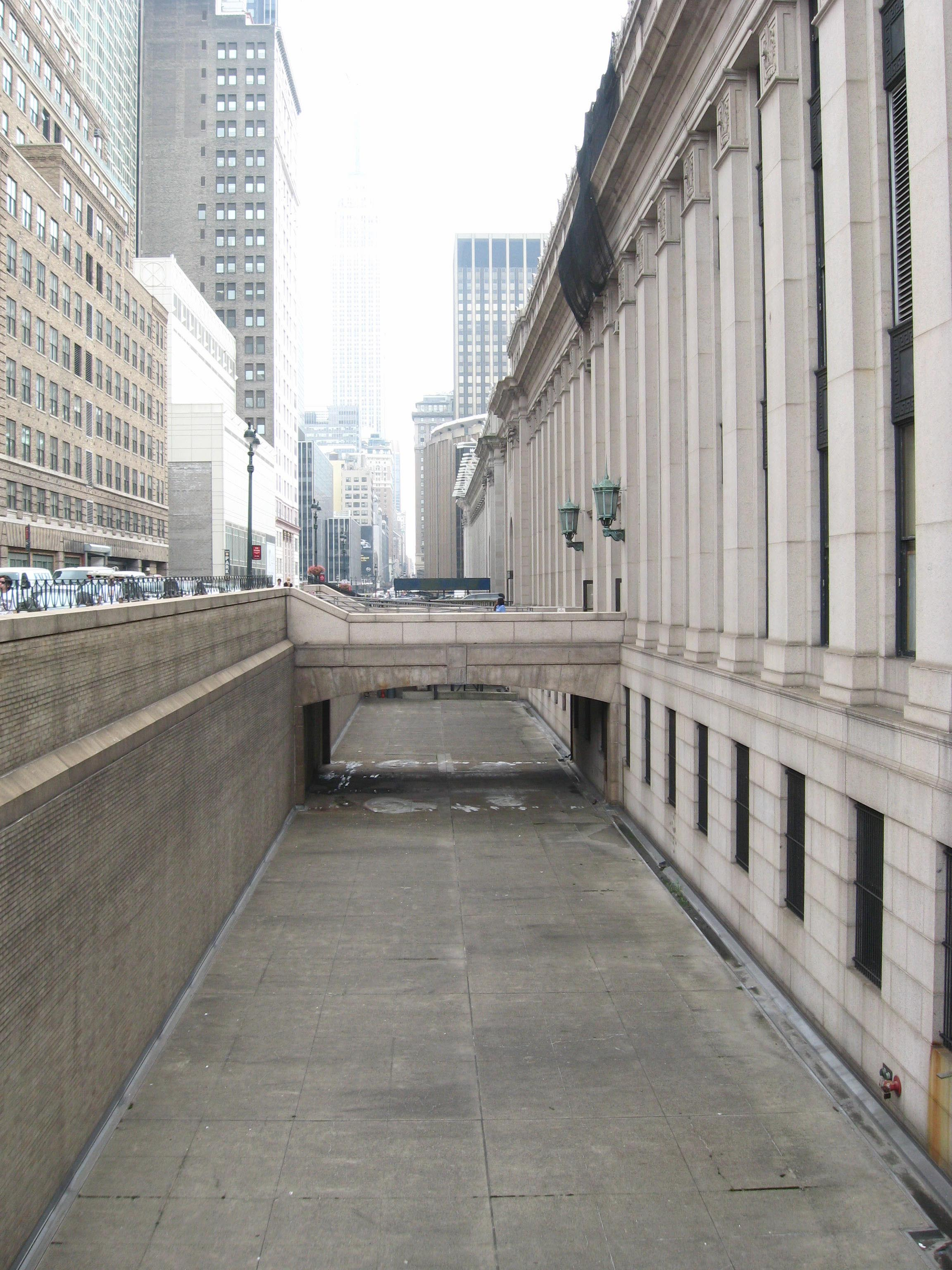
Foso seco en la oficina de correos de James Farley en la ciudad de Nueva York.

Los fosos secos fueron un elemento clave utilizado en las viviendas francesas en el clasicismo y en arquitectura Beaux-Arts, tanto como diseños decorativos como para proporcionar un acceso discreto para el servicio. Se pueden encontrar excelentes ejemplos de estos en Newport, Rhode Island en Miramar y The Elms, así como en Carolands, fuera de San Francisco, California, y en Union Station en Toronto, Ontario, Canadá. Además, un foso seco puede permitir que la luz y el aire fresco lleguen a los espacios de trabajo del sótano, como por ejemplo en la Oficina de correos de James Farley en Nueva York.

### Fosos antiterroristas
Si bien los fosos ya no son una herramienta importante de guerra, el diseño de edificios arquitectónicos modernos continúa usándolos como defensa contra ciertas amenazas modernas, como los ataques terroristas de coche bomba y vehículo de combate improvisado. Por ejemplo, la nueva ubicación de la Embajada de los Estados Unidos en Londres, inaugurada en 2018, incluye un foso entre sus características de seguridad, el primer foso construido en Inglaterra desde hacía más de un siglo. Los fosos modernos también se pueden utilizar con fines estéticos o ergonómicos.
La Planta nuclear de Catawba tiene un foso de hormigón alrededor de parte de la planta. (Otros lados de la planta bordean un lago). El foso es parte de las precauciones agregadas a tales sitios después de los ataques del 11 de septiembre de 2001.

### Fosos de seguridad
Fosos, en lugar de vallas, separan a los animales de los espectadores en muchas instalaciones modernas de los zoológicos. Se utilizaron fosos por primera vez de esta manera por Carl Hagenbeck en su Tierpark en Hamburgo, Alemania.

### Fosos de defensa fronteriza
En 2004 se sugirieron planes para un foso de 3 km (2 millas) a través de la frontera sur de la Franja de Gaza para evitar la construcción de túneles desde el territorio egipcio hasta la ciudad fronteriza de Rafah.
En 2008 empleados de la ciudad de Yuma, Arizona, EE. UU., planearon excavar un tramo de dos millas de un humedal de 180 hectáreas (440 acres) conocido como Hunters Hole para controlar a los inmigrantes que vienen de México.

### Fosos de control de plagas
Los investigadores de arañas saltarinas Salticidae, que tienen una excelente visión y tácticas adaptables, construyeron fosos en miniatura llenos de agua, demasiado anchos para que las arañas saltasen. Algunos especímenes fueron recompensados por saltar y otros solo por nadar. La especie de araña saltarina Portia fimbriata de Queensland generalmente tuvo éxito, por lo que fue recompensada por cualquier de los dos métodos que hubiese usado. Cuando los especímenes de dos poblaciones diferentes de la especie de araña saltarina Portia labiata se establecieron la misma tarea, los miembros de una población determinaron qué método les valió una recompensa, mientras que los miembros del otro continuaron usando el método que probaron primero y no trataron de adaptarse.
Se puede utilizar un foso para restringir el acceso de insectos que se acercan al bonsái por el suelo, como un método simple de control de plagas.